# Squadra Omicidi Istanbul
Squadra Omicidi Istanbul (Mordkommission Istanbul) è una serie televisiva tedesca di genere poliziesco, trasmessa dal 2 ottobre 2008 al 29 maggio 2021  e basata su una serie di romanzi del conduttore televisivo tedesco di origine turca Hülya Özkan . Protagonista della serie è l'attore Erol Sander; altri interpreti principali sono İdil Üner, Sascha Laura Soydan, Oscar Ortega Sánchez, Erden Alkan e Turgay Doğan .
Della fiction sono stati girati 23 episodi, ciascuno della durata di 85/90 minuti.
In Germania, la serie va in onda sull'emittente televisiva ARD 1 : il primo episodio fu trasmesso il 2 ottobre 2008.
In Italia, la serie è stata trasmessa per la prima volta nell'estate 2013 da Rai 2 , dove è andata in onda la domenica nel primo pomeriggio: il primo episodio fu trasmesso il 16 giugno 2013.

## Descrizione
Protagonista della serie, ambientata ad Istanbul, è l'Ispettore Mehmet Özakın, che si trova ad affrontare degli intricati casi di omicidio che avvengono nella città.

## Episodi
| n° | Titolo Originale              | Titolo Italiano                           | Prima TV Germania | Prima TV Italia   |
| -- | ----------------------------- | ----------------------------------------- | ----------------- | ----------------- |
| 1  | Die Tote in der Zisterne      | Ultima fermata Istanbul                   | 2 ottobre 2008    | 2008              |
| 2  | Mord am Bosporus              | Omicidio sul Bosforo                      | 5 novembre 2009   | 2009              |
| 3  | In deiner Hand                | Nelle tue mani                            | 20 novembre 2010  | 2010              |
| 4  | Die steinernen Krieger        | La pietra dei guerrieri                   | 18 dicembre 2010  | 2010              |
| 5  | Der Preis des Lebens          | Il prezzo della vita                      | 22 gennaio 2011   | 2011              |
| 6  | Blutsbande                    | Patto di sangue                           | 24 marzo 2012     | 2012              |
| 7  | Transit                       | In transito                               | 20 settembre 2012 | 2012              |
| 8  | Stummer Zeuge                 | Testimone silenzioso                      | 11 aprile 2013    | 2013              |
| 9  | Rettet Tarlabasi              | Salvate Tarlabasi                         | 18 aprile 2013    | 2013              |
| 10 | Die zweite Spur               | La seconda pista                          | 16 ottobre 2014   | 2014              |
| 11 | Das Ende des Alp Atakan       | La fine di Alp Atakan                     | 20 novembre 2014  | 2014              |
| 12 | Der Broker vom Bosporus       | Morte di un broker                        | 14 maggio 2015    | 2015              |
| 13 | Ausgespielt                   | Partita chiusa                            | 19 novembre 2015  | 2015              |
| 14 | Club Royal                    | Club Royal                                | 26 novembre 2015  | 2015              |
| 15 | Im Zeichen des Taurus (1 & 2) | Operazione Taurus (prima e seconda parte) | 8 settembre 2016  | 2016              |
| 16 | Im Zeichen des Taurus (1 & 2) | Operazione Taurus (prima e seconda parte) | 10 settembre 2016 | 2017              |
| 17 | Ein Dorf unter Verdacht       | Scomode realtà                            | 12 gennaio 2017   | 12 novembre 2017  |
| 18 | Der Letze Gast                | L'ultima corsa                            | 19 gennaio 2017   | 9 settembre 2018  |
| 19 | Der verlorene Sohn            | Il figlio perduto                         | 15 marzo 2018     | 9 settembre 2018  |
| 20 | Tödliche Gier                 | Costruzioni pericolose                    | 22 marzo 2018     | 14 ottobre 2018   |
| 21 | Einsatz in Thailand (1 & 2)   | Operazione Thailandia                     | 25 dicembre 2018  | 24 marzo 2019     |
| 22 | Einsatz in Thailand (1 & 2)   | Operazione Thailandia                     | 25 dicembre 2018  | 24 marzo 2019     |
| 23 | Entscheidung in Athen         | Missione Atene                            | 29 maggio 2021    | 25 settembre 2022 |

## Guest-star
Tra le guest-star apparse nella serie, figurano:
- Navíd Akhavan
- Erdoğan Atalay
- Natalia Avelon
- Nadeshda Brennicke
- Peter Davor
- Renan Demirkan
- Billey Demirtaş
- Ercan Durmaz
- Erhan Emre
- Cosma Shiva Hagen
- Sibel Kekilli
- Nursel Kosè
- Jan-Gregor Kremp
- Proschat Madani
- Mamee Nakprasitte
- Christine Neubauer
- Eda Özerkan
- Michael Roll
- Tim Seyfi
- Katja Studt
- Meray Ülgen
- Carolina Vera Squella
- Barbara Wussow